# Viridi
《Viridi》是一款模擬遊戲，由Ice Water Games開發。這款遊戲在2015年8月20日發布於Microsoft Windows和MacOS，2016年6月20日發佈於iOS和Android。這遊戲令玩家照看一盆多肉植物。遊戲採取免費增值模式，也就是說這是一款免費遊戲，但裡面有部分內容需要購買。

## 玩法
在《Viridi》中，玩家要照看一盆有許多種不同多肉植物的盆栽，盆栽的邊緣有隻蝸牛會繞著圈爬行。觀看角度可以透過在電腦上拖曳滑鼠和在手機上滑動來改變。拖曳觀看角度，可以讓玩家看見他們其他的多肉植物。而多肉植物會變「渴（thirsty）」，需要玩家澆水來變成「飽足（sated）」。如果水澆太多的話，就會變成「過度飲水（overwatered）」，而如果再繼續澆水的話，就會變成「淹水（waterlogged）」，它們就會死掉。玩家也可以對多肉植物唱歌，好讓它們成長得更快。蝸牛也可以唱歌和澆水，取決於牠的心情從「哇好可愛（wow cute）」到其他的，包括「高興（pleased）」和「濕（wet）」，與行動相應。雜草會在盆栽裡成長，玩家需要透過點擊去移除它們。
遊戲中有部分內容需要購買。商店裡有不同品種的多肉植物、額外盆栽和背景可以讓玩家採購。所有的多肉植物都是0.99美元，但取決於它的類型，數量從最少三個到最多十個不等。而除了遊戲一開始獲得的多肉植物之外，玩家每個星期都能從商店中拿到一個免費種子。

## 開發與發行
《Viridi》在2015年8月20日於Steam上發布，提供給Microsoft Windows和macOS用戶。並在2016年6月20日於iOS和Android上發布。
遊戲於Steam發布的前兩天，也就是2015年8月18日，它的原聲音樂就已經作為追加下载内容（DLC）在Steam網頁上提供了。它包含了遊戲中16首WAV格式的樂曲，都是由Michael Bell作曲、演奏及混音。

## 反應
《Viridi》從評論家中得到了形形色色的回應。
截至2017年1月9日，它已經從Steam上的4,185個用戶中獲得了89％的總體滿意度，擁有「極度好評（Very Positive）」的評價。

## 相關
- Eidolon (video game)（英语：Eidolon_(video_game)） – Ice Water Games在2014發布的一款遊戲。

## 外部連結
- 官方网站